# Gravelotte
Gravelotte é uma comuna francesa na região administrativa de Grande Leste, no departamento de Mosela. Estende-se por uma área de 5,66 km². Em 2010 a comuna tinha 833 habitantes (densidade: 147,2 hab./km²).